# Route 111 (Québec)
Die Route 111 ist eine Nationalstraße (Route nationale) der kanadischen Provinz Québec und führt durch die Verwaltungsregionen Abitibi-Témiscamingue und Nord-du-Québec.

## Streckenbeschreibung
Die 204,4 km lange Überlandstraße führt von Val-d’Or in nordwestlicher Richtung über Amos nach La Sarre. Anschließend vollführt sie einen Bogen: zuerst nach Westen, dann in nördlicher Richtung nach Normétal und schließlich nach Osten, wo sie an der Route 393 endet. Die letzten 8 km verläuft sie entlang der Grenze zwischen der MRC Abitibi-Ouest und Nord-du-Québec.